# Dicranomyia (Dicranomyia) saxemarina
Dicranomyia (Dicranomyia) saxemarina is een tweevleugelige uit de familie steltmuggen (Limoniidae). De soort komt voor in het Australaziatisch gebied.